# Allan (football, 1991)
Pour les articles homonymes, voir Allan.
Allan Marques Loureiro, plus simplement connu comme Allan, né le 8 janvier 1991 à Rio de Janeiro au Brésil, est un footballeur international brésilien qui évolue au poste de milieu de terrain au Botafogo FR.

## Biographie

### Carrière en club

#### Vasco da Gama
A 16 ans , il quitte la section futsal du Vasco Da Gama et signe un contrat professionnel.
Au cours de la saison 2009-2010 , Allan et son club sont sacrés champions de Série B.

#### Udinese
En juin 2012, il s'engage avec l'Udinese Calcio.

#### SSC Naples
Le 21 juillet 2015, il est transféré au SSC Naples.

#### Everton FC
Le 5 septembre 2020, il s'engage pour trois saisons avec Everton.

#### Al-Wahda FC
Le 25 septembre 2022, il s'engage pour deux saisons avec Al-Wahda FC.
Botafogo FR
Après deux saisons, Allan retourne au Brésil pour s'engager avec Botafogo FR.

### En sélection
Le 20 août 2011, il participe avec la sélection brésilienne à la Coupe du monde des moins de 20 ans organisée en Colombie. Lors du mondial, il joue trois matchs. Le Brésil remporte la compétition pour la cinquième fois de leur histoire en battant le Portugal (3-2 après prolongations).
Le 16 novembre 2018, il joue son premier match avec l'équipe du Brésil face à l'Uruguay (victoire 1-0) en entrant en jeu. Le 20 novembre 2018, il connaît sa première titularisation face au Cameroun (victoire 1-0).

## Statistiques

### En club
| Saison                | Club                  | Championnat           | Championnat | Championnat | Championnat | Coupe nationale | Coupe nationale | Coupe nationale | Coupe de la Ligue | Coupe de la Ligue | Coupe de la Ligue | Compétition(s) continentale(s) | Compétition(s) continentale(s) | Compétition(s) continentale(s) | Compétition(s) continentale(s) | Championnat régional | Championnat régional | Championnat régional | Total | Total | Total |
| Saison                | Club                  | Division              | M.          | B.          | P.d.        | M.              | B.              | P.d.            | M.                | B.                | P.d.              | Comp.                          | M.                             | B.                             | P.d.                           | M.                   | B.                   | P.d.                 | M.    | B.    | P.d.  |
| 2009                  | Vasco da Gama         | Série B               | 14          | 0           | 0           | -               | -               | -               | -                 | -                 | -                 | -                              | -                              | -                              | -                              | -                    | -                    | -                    | 14    | 0     | 0     |
| 2010                  | Vasco da Gama         | Série A               | 15          | 0           | 0           | -               | -               | -               | -                 | -                 | -                 | -                              | -                              | -                              | -                              | -                    | -                    | -                    | 15    | 0     | 0     |
| 2011                  | Vasco da Gama         | Série A               | 19          | 0           | 0           | 10              | 0               | 0               | -                 | -                 | -                 | CL                             | 7                              | 1                              | 1                              | 10                   | 0                    | 0                    | 46    | 1     | 1     |
| 2012                  | Vasco da Gama         | Série A               | 4           | 0           | 0           | -               | -               | -               | -                 | -                 | -                 | CL                             | 5                              | 0                              | 1                              | 10                   | 1                    | 0                    | 19    | 1     | 1     |
| Sous-total            | Sous-total            | Sous-total            | 52          | 0           | 0           | 10              | 0               | 0               | -                 | -                 | -                 | -                              | 12                             | 1                              | 2                              | 20                   | 1                    | 0                    | 94    | 2     | 2     |
| 2012-2013             | Udinese Calcio        | Serie A               | 36          | 0           | 5           | 1               | 0               | 0               | -                 | -                 | -                 | -                              | -                              | -                              | -                              | -                    | -                    | -                    | 37    | 0     | 5     |
| 2013-2014             | Udinese Calcio        | Serie A               | 33          | 0           | 2           | 4               | 0               | 1               | -                 | -                 | -                 | C3                             | 4                              | 0                              | 0                              | -                    | -                    | -                    | 41    | 0     | 3     |
| 2014-2015             | Udinese Calcio        | Serie A               | 35          | 1           | 5           | 3               | 1               | 2               | -                 | -                 | -                 | -                              | -                              | -                              | -                              | -                    | -                    | -                    | 38    | 2     | 7     |
| Sous-total            | Sous-total            | Sous-total            | 104         | 1           | 12          | 8               | 1               | 3               | -                 | -                 | -                 | -                              | 4                              | 0                              | 0                              | -                    | -                    | -                    | 116   | 2     | 15    |
| 2015-2016             | SSC Naples            | Serie A               | 35          | 3           | 5           | 2               | 0               | 0               | -                 | -                 | -                 | C3                             | 6                              | 0                              | 2                              | -                    | -                    | -                    | 43    | 3     | 7     |
| 2016-2017             | SSC Naples            | Serie A               | 29          | 1           | 6           | 2               | 0               | 0               | -                 | -                 | -                 | C1                             | 8                              | 0                              | 0                              | -                    | -                    | -                    | 39    | 1     | 6     |
| 2017-2018             | SSC Naples            | Serie A               | 38          | 4           | 5           | 2               | 0               | 0               | -                 | -                 | -                 | C1+C3                          | 8+2                            | 0                              | 0                              | -                    | -                    | -                    | 50    | 4     | 5     |
| 2018-2019             | SSC Naples            | Serie A               | 33          | 1           | 3           | 2               | 0               | 0               | -                 | -                 | -                 | C1+C3                          | 6+6                            | 0                              | 0                              | -                    | -                    | -                    | 47    | 1     | 3     |
| 2019-2020             | SSC Naples            | Serie A               | 23          | 2           | 1           | 4               | 0               | 0               | -                 | -                 | -                 | C1                             | 6                              | 0                              | 0                              | -                    | -                    | -                    | 33    | 2     | 1     |
| Sous-total            | Sous-total            | Sous-total            | 158         | 11          | 20          | 12              | 0               | 0               | -                 | -                 | -                 | -                              | 42                             | 0                              | 2                              | -                    | -                    | -                    | 212   | 11    | 22    |
| 2020-2021             | Everton FC            | Premier League        | 24          | 0           | 0           | 1               | 0               | 0               | 1                 | 0                 | 0                 | -                              | -                              | -                              | -                              | -                    | -                    | -                    | 26    | 0     | 0     |
| 2021-2022             | Everton FC            | Premier League        | 28          | 0           | 2           | 3               | 0               | 1               | -                 | -                 | -                 | -                              | -                              | -                              | -                              | -                    | -                    | -                    | 31    | 0     | 3     |
| Sous-total            | Sous-total            | Sous-total            | 56          | 0           | 2           | 4               | 0               | 1               | 1                 | 0                 | 0                 | -                              | -                              | -                              | -                              | -                    | -                    | -                    | 61    | 0     | 3     |
| Total sur la carrière | Total sur la carrière | Total sur la carrière | 375         | 12          | 33          | 34              | 1               | 4               | 1                 | 0                 | 0                 | -                              | 58                             | 1                              | 4                              | 20                   | 1                    | 0                    | 488   | 15    | 41    |

### En sélection nationale
| Saison                | Sélection             | Phases finales        | Phases finales | Phases finales | Éliminatoires | Éliminatoires | Matchs amicaux | Matchs amicaux | Total | Total |
| Saison                | Sélection             | Compétition           | M              | B              | M             | B             | M              | B              | M     | B     |
| --------------------- | --------------------- | --------------------- | -------------- | -------------- | ------------- | ------------- | -------------- | -------------- | ----- | ----- |
| 2018-2019             | Brésil                | Copa América 2019     | 4              | 0              | -             | -             | 4              | 0              | 8     | 0     |
| 2019-2020             | Brésil                | -                     | -              | -              | -             | -             | 1              | 0              | 1     | 0     |
| 2020-2021             | Brésil                | -                     | -              | -              | 1             | 0             | -              | -              | 1     | 0     |
| Sous-total            | Sous-total            | Sous-total            | 4              | 0              | 1             | 0             | 5              | 0              | 10    | 0     |
| Total sur la carrière | Total sur la carrière | Total sur la carrière | 4              | 0              | 1             | 0             | 5              | 0              | 10    | 0     |

## Palmarès

### En club
- Vasco da Gama
  - Champion du Brésil de D2 en 2009
  - Vainqueur de la Coupe du Brésil en 2011.

- SSC Naples
  - Vainqueur de la Coupe d'Italie en 2020.

### En sélection
- Brésil -20 ans
  - Vainqueur de la Coupe du monde en 2011.

- Brésil
  - Vainqueur de la Copa América en 2019.